# Sakrileg
Das Sakrileg (im 16. Jahrhundert entlehnt von lateinisch sacrilegium „Tempelraub“; zusammengesetzt aus sacra „Heiligtümer“, legere „auflesen“) bezeichnet ein Vergehen gegen Heiliges. Unter Sakrileg fällt zum Beispiel in verschiedenen Religionen die Entweihung heiligen Bodens oder heiliger Sachen durch Raub, Schändung oder Missbrauch, aber auch ein Angriff auf geweihte Personen. Wird ein Sakrileg begangen, so wird es oft auch als Blasphemie oder Gotteslästerung bezeichnet.